# SelgasCano Arquitectos
SelgasCano ist ein spanisches Architekturbüro mit Sitz in Madrid, das 1998 von José Selgas und Lucía Cano gegründet wurde. Projekte des Ateliers stechen hervor durch die Verwendung von Polychromie, die kreative Erforschung neuer Materialien und die enge Beziehung zwischen der Architektur und der sie umgebenden Landschaft.

## Gründer und Leiter
José García Selgas wurde 1965 in Madrid geboren. Er machte 1992 seinen Abschluss an der Escuela Tecnica Superior de Arquitectura de Madrid (ETSAM) und arbeitete von 1994 bis 1995 mit Francesco Venezia in Neapel zusammen. Er gewann den Rom-Preis der Spanischen Akademie der Schönen Künste in Rom 1997–1998.
Lucía Cano Pinto wurde 1965 in Madrid geboren. Sie schloss 1992 ihr Studium an der Escuela Tecnica Superior de Arquitectura de Madrid (ETSAM) ab und arbeitete von 1997 bis 2001 mit Julio Cano Lasso, ihrem Vater, zusammen.

## Architektonische Praxis
José Selgas beschreibt die Arbeit des Büros wie folgt:
“Wir möchten bei jedem Projekt für alle Möglichkeiten offen sein. Wir kommen mit offenen Augen und mit der Möglichkeit, in jede Richtung zu gehen. Wir sind Architekten, keine Künstler. Wir versuchen immer, etwas auf den Tisch zu bringen, das über unsere persönlichen Gedanken hinausgeht. Alle unsere Projekte beinhalten verschiedene Inputs, die aus unterschiedlichen Richtungen kommen, aber typischerweise haben sie immer mit der Natur, dem Klima, der Gesellschaft, der Geschichte, dem Maßstab und – mehr als alles andere – der Wirtschaft zu tun.“
Das Studio arbeitet mit so wenigen Mitarbeitern wie möglich, um die Quantität und Qualität der Projekte vollständig kontrollieren zu können. Das Portfolio von SelgasCano umfasst Installationen, Pavillons, kleine Läden, Einfamilienhäuser, Bürogebäude, Kongresszentren und Auditorien sowie groß angelegte Parkprojekte. Einer der gemeinsamen Nenner ihrer Arbeit ist die Art und Weise, wie sie mit dem Grundstück umgehen. Der Theoretiker und Kritiker Thomas Daniel stellte fest, dass die meisten ihrer Gebäude keine konventionellen Orte auf dem Boden seien, sondern in der Luft über der Erdoberfläche zu schweben scheinen, wie zum Beispiel die Mérida Factory, oder sanft unter die Erdoberfläche gepresst zu sein scheinen, wie EL B in Cartagena.
Ein weiteres wiederkehrendes Thema ist die Verwendung von Farbe. Christopher Turner, Direktor der Londoner Design-Biennale, sagte dazu: Es gibt nichts Oberflächliches an SelgasCanos Verwendung von Farbe – die Pop-Art-Verspieltheit des spanischen Duos war ein wesentlicher Bestandteil von Projekten von Ost-London bis Nord-Kenia.
Ein Schlüsselfaktor für ihre Arbeit ist auch die Verwendung ungewöhnlicher, industrietauglicher Materialien wie Ethylentetrafluorethylen (ETFE), Polymethylmethacrylat (Acryl) und Polycarbonat. Die Verwendung von Kunststoff in vielen Gebäuden ermöglicht leichte, manchmal sogar lichtdurchlässige Fassaden.

## Ausgewählte Projekte
Ihr Werk umfasst drei Auditorien und Kongresszentren in Spanien (Auditorio de Badajoz, Auditorio El Batel Cartagena und Auditorio de Plasencia), mehrere Bürogebäude wie das Second Home London, das Second Home Lisboa und Second Home Los Angeles, eine Schule in Kibera in Nairobi, ein Impfzentrum in Turkana Kenia, und mehrere öffentliche Pavillons, darunter der 15. Serpentine Pavilion 2015 in London, der 2019 in den La Brea Tar Pits in Los Angeles wieder aufgestellt wurde. Selgascanos „Büro unter Bäumen“ von Madrid ist das meistbesuchte Projekt.

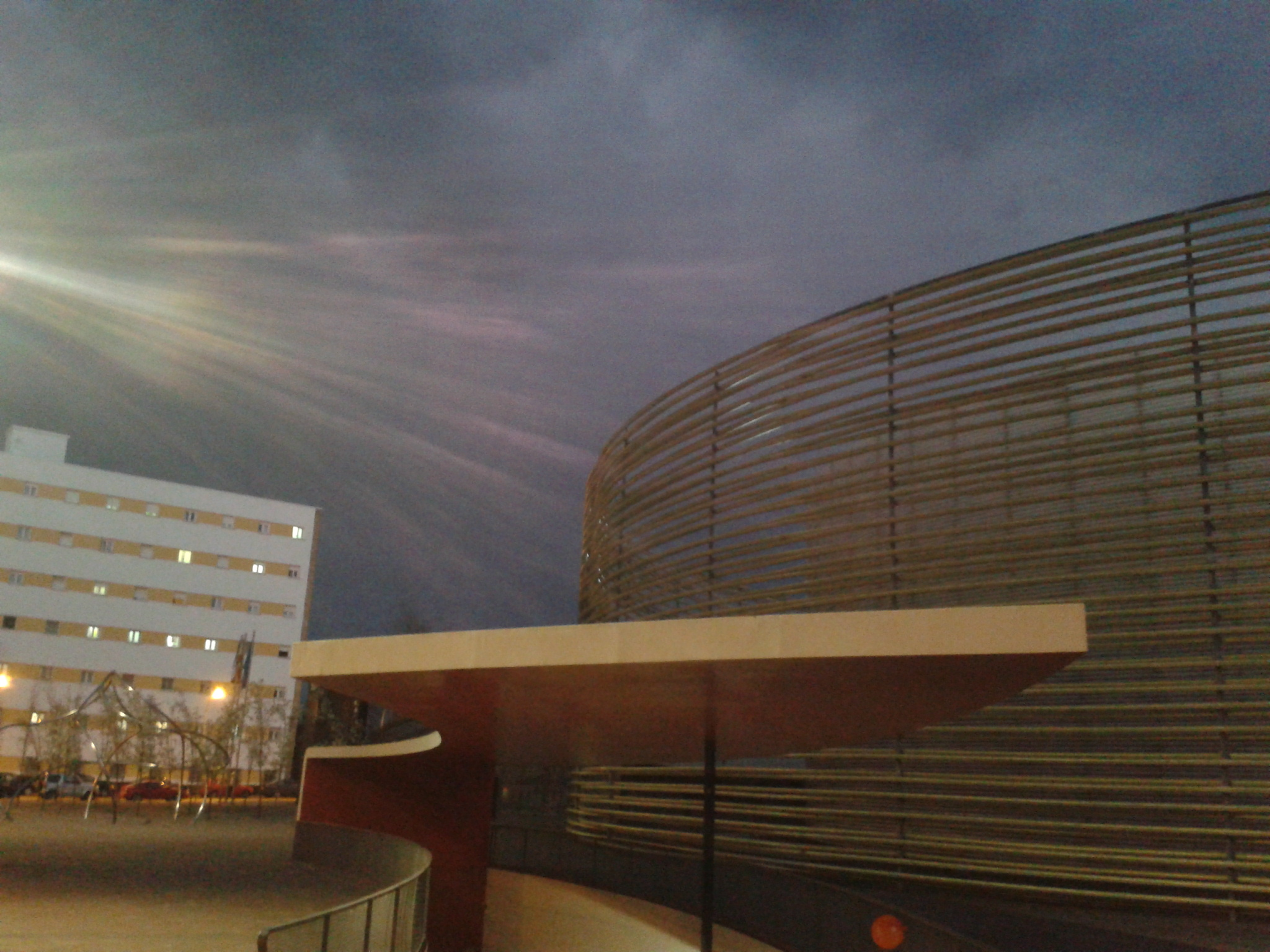
Badajoz Congress Centre and Auditorium 2006

### Badajoz Congress Centre und Auditorium 2006
Das Kongress- und Konzertzentrum von Badajoz wurde 2006 auf den Überresten einer Bastion der Vauban-Festung auf einem Grundstück von 17.000 m² errichtet. Ein Großteil der Befestigungsanlagen der historischen Festung wurde Mitte des 19. Jahrhunderts abgerissen, da sie ihren Verteidigungszweck verloren hatten. Die Festung war zu einer Stierkampfarena umgebaut worden, die im Laufe der Jahre ebenfalls zu einer Ruine geworden war. SelgasCano nutzte die verbliebene kreisförmige Lücke unter Beibehaltung der ursprünglichen Linien für ihr Projekt. Der innere Kreis, der zuvor als Stierkampfarena diente, wurde zum Auditorium, das unter der Ebene des Hofes mit dem äußeren Kreis verbunden ist. Der Innenhof selbst entspricht dem Ring der Ränge der Stierkampfarena. Er ist heute mit Ailanthus-Sträuchern, einer lokalen Baumart, bepflanzt. Der überwiegende Teil des Gebäudes besteht aus zwei Materialien: Polyester/Fiberglas-Rohren und weißen Plexiglasrohren.

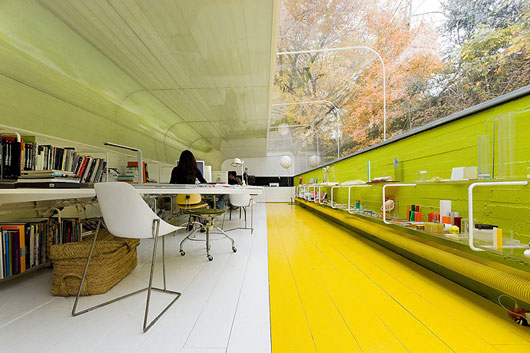
Architekturbüro SelgasCano Arbeitsplätze 2009

### SelgasCano’s Architekturbüro “Office in the woods” 2009
Das Gebäude befindet sich auf der einzigen noch freien Fläche des Grundstücks im Wald bei Madrid. Im Einklang mit den wiederkehrenden Themen des Studios ist das Gebäude in den Boden eingelassen. Es hat auch einen sehr spezifischen Maßstab, denn José Seglas und Lucía Cano wollten, dass das Studio klein bleibt: Das Büro besteht aus einem einzigen Raum, der nur etwa 72 m² groß ist, 4 Meter breit und 18 Meter lang, mit einer Höhe von etwa 2,5 Metern – davon 1,2 Meter unter der Erde – das Büro ist nur über eine Treppe auf der Nordseite zu erreichen. Die nach Süden gerichtete gebogene Wand besteht aus einem 110 mm dicken, isolierten Glasfaser-Polyester-Sandwich, das Schatten vor direkter Sonneneinstrahlung bietet, während die nach Norden gerichtete Wand durch ihr 20 mm dickes, gebogenes Fenster aus transparentem Acryl einen Blick nach draußen ermöglicht.

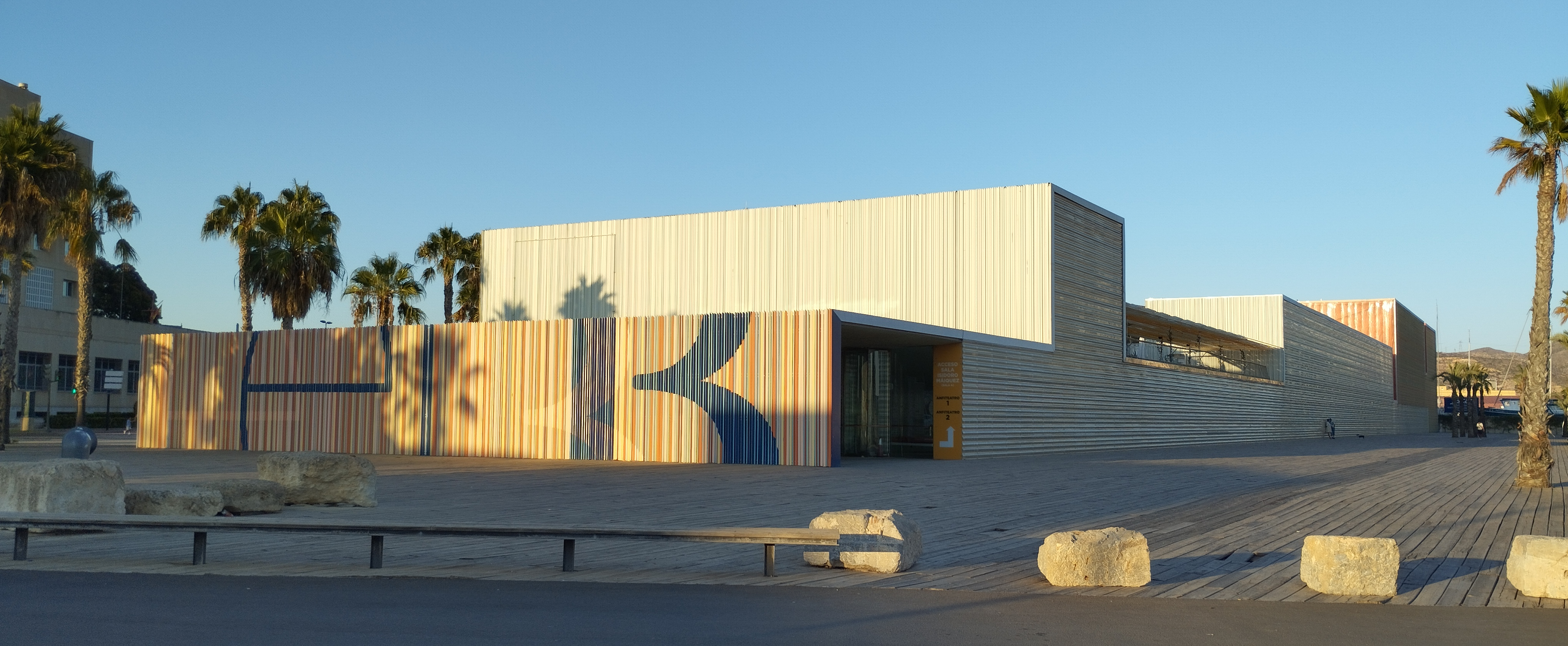
Cartagena Konzert- und Kongresszentrum 2012

### Cartagena Konzert- und Kongresszentrum 2011 (auch Auditorio El Batel)
Das Konzert- und Kongresszentrum von Cartagena befindet sich am Ende eines etwa einen Kilometer langen Hafenstreifens an der Grenze zwischen der Stadt und dem Hafengebiet auf einem Grundstück von 18 500 m². Der Standort selbst hatte in der Vergangenheit eine Verteidigungsfunktion, ebenso wie der Standort des Kongresszentrums und Auditoriums von Badajoz. Das Ziel des Entwurfs war es nach Angaben der Architekten, die Beziehung zwischen der Stadt und dem Meer zu bewahren, indem 60 % des Gebäudes unter dem Boden bleiben, um eine Höhe zu erreichen, die den umliegenden Hafengebäuden ähnelt und die Sichtlinie von der Stadt zum Wasser intakt hält. Während das Äußere des Gebäudes aus starren Linien besteht, ist das Innere architektonisch gegliederter, mit einer Promenade im Inneren, die zwei gegenüberliegende Eingänge mit den verschiedenen Programmen verbindet, die darin untergebracht sind. Da sich in Cartagena die größte Polycarbonatfabrik Europas befindet, wurden für die Gebäudehülle hauptsächlich Polycarbonat und Methacrylat verwendet.

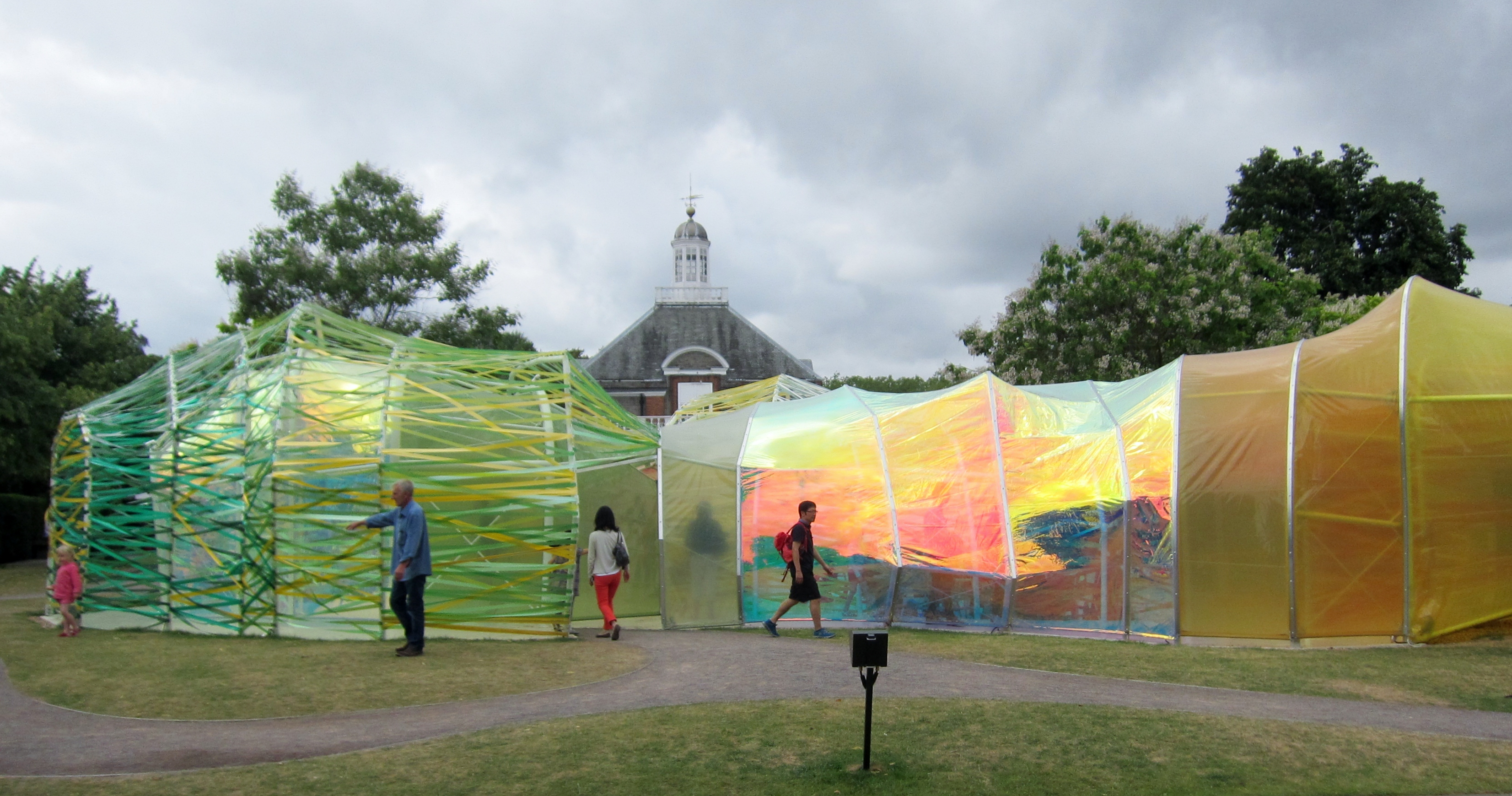
Serpentine Pavilion

### Serpentine-Pavillon 2015
Der Serpentine-Pavillon 2015 von SelgasCano zeigte ein farbenfrohes Kunststoffdesign, bestehend aus einem leichten Stahlrahmen, der mit mehrfarbigen ETFE-Folien und Gurtbändern umwickelt war. Der Pavillon verfügte über einen Hauptinnenraum, der nach Angaben der Architekten „auf das vielschichtige und chaotische Netzwerk der Londoner U-Bahn verweist, das von Korridoren umgeben ist, durch die es zugänglich ist“.
Das Projekt musste, wie alle Serpentine-Pavillons, schnell gebaut werden. Darüber hinaus ist ein experimenteller Entwurf für jeden Serpentine-Pavillon-Vorschlag grundlegend. Dies führte in diesem Fall zu einem Konstruktionsfehler: Aufgrund eines Lecks in der ETFE-Konstruktion war das Café nicht mehr gegen die Londoner Wetterbedingungen geschützt, so dass Regen in den Innenraum eindrang, in dem sich die Theke des Cafés befand. Dieser Konstruktionsfehler führte zu missbilligenden Kritiken, von denen eine mit dem Titel „A clown's sleeve“ von Robert Bevan im London Evening Standard veröffentlicht wurde, in der er behauptete, dass SelgasCanos Entwurf zu den am wenigsten gelungenen Pavillons des Serpentine gehöre, was auch daran läge, dass die spanischen Architekten zu spät erkannt hätten, dass es sich bei dem Auftrag nicht nur um eine Kunstinstallation, sondern um ein funktionierendes Sommercafé und einen Partyort handeln sollte.

### Plasencia Konzert- und Kongresszentrum 2017
Das Konzert- und Kongresszentrum von Plasencia liegt am Rande der Stadt Plasencia, die nach und nach einem Urbanisierungsprozess unterworfen war, bei dem die Stadt künstlich erhöht wurde. Der Standort für das Projekt befindet sich am Rande dieses urbanisierten Gebiets in der umgebenden Naturlandschaft, die 18 Meter unter dem Straßenniveau liegt. Ziel war es, die Grundfläche des Gebäudes so gering wie möglich zu halten und das Programm daher vertikal zu organisieren. Das Gebäude ist über eine Rampe mit der Straße verbunden, die in einer offenen Lobby endet, die auch als Aussichtspunkt auf die Umgebung dient und eine visuelle Beziehung zwischen Stadt und Natur herstellt. Das Gebäude beherbergt einen Konzertsaal, ein Café, einen Mehrzweckraum und einen Ausstellungsraum. Diese Räume sind übereinander gestapelt und durch einen Rundweg miteinander verbunden. Die Form des Gebäudes wird als ein riesiges, blockförmiges Volumen beschrieben, das aus dem hügeligen Gelände auftaucht. Die äußere Hülle besteht aus einem lichtdurchlässigen ETFE, das vor allem bei nächtlicher Beleuchtung den Blick auf die inneren Wege freigibt.

## Projekte (Auswahl)
Aufgelistet werden fertiggestellte Projekte in der Reihenfolge ihrer Fertigstellung:
- 2006: Silikonhaus, Madrid[18]
- 2006: Badajoz Kongress- und Konzertzentrum, Badajoz
- 2007: Wasserturm in Villar Del Rey, Badajoz
- 2009: Büro unter Bäumen, Madrid[13][19]
- 2011: Jugend und Sportzentrum Mérida in Badajoz[20]
- 2011: “El B.” Cartagena Konzert- und Kongresszentrum, Murcia[21]
- 2013: Eyewear shop Cartagena, Murcia
- 2015: Second Home London Office, London[22]
- 2016: Helloeverything Kibera Hamlets, Nairobi, Kenia[9]
- 2017: Second Home Coworking-Räume in Lissabon, Portugal.[23]
- 2016: Bibliothek, London
- 2017: Plasencia Konzert- und Kongresszentrum, Cáceres[5]
- 2017: Second Home Holland Park, London[24]
- 2017: Martell Pavilion, Cognac, Frankreich
- 2019: Second Home Hollywood Office, Los Angeles, Vereinigte Staaten von Amerika.[25][26]
- 2021: Kantine und Kreativhaus im Design District London.[27][28]

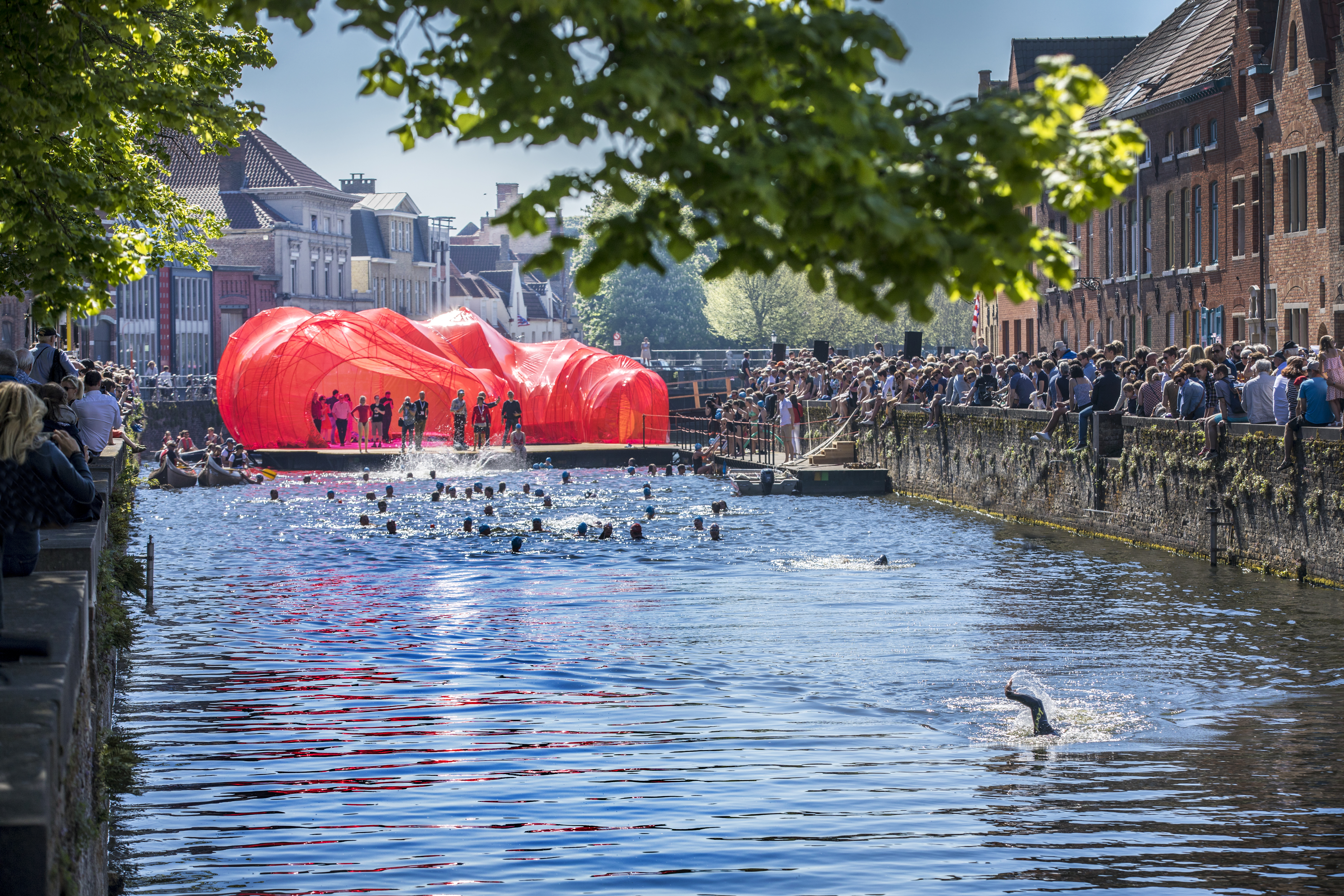
Pavillon auf der Triennale in Brügge

## Ausstellungen und Preise
Arbeiten von SelgasCano wurden im Museum of Modern Art (MoMA) New York, im Solomon R. Guggenheim Museum in New York, in der Architekturgalerie GA Gallery in Tokio, im Museum für zeitgenössische Kunst Tokio, im Design Museum London, in der Tin Sheds Gallery in Sydney, im Massachusetts Institute of Technology (MIT) in Boston, und im Louisiana Museum of Modern Art in Kopenhagen ausgestellt.
- 2012: Amidst the air, Installation im Spanischen Pavillon auf der 13. Architekturbiennale Venedig.[29]
- 2013: Kunstpreis Berlin der Akademie der Künste in Berlin.[1]
- 2013: Sonderpreis in der Kategorie Architects of the Year im Rahmen der Verleihung der Iconic Awards.[30]
- 2015: Serpentine Pavilion in London.[31]
- 2018: Teilnahme am Triennale Pavilion in Brügge, Belgien.[32]